# اچ‌دی ۱۶۰۶
اچ‌دی ۱۶۰۶ یک ستاره است که در صورت فلکی آندرومدا قرار دارد.